# Фелай Валикай, Эрмонела
Эрмонела Фелай Валикай (урождённая Фелай, алб. Ermonela Felaj Valikaj; род. 9 ноября 1976, Берат) — албанский политический и государственный деятель. Член Социалистической партии Албании. Заместитель председателя Народного собрания Албании, депутат с 2009 года. В прошлом — государственный министр по связям с парламентом Албании (2014—2017).

## Биография
Родилась 9 ноября 1976 года в Берате. Выросла в Поличане.
В июле 1999 года окончила юридический факультет Тиранского университета, а в 2002 году окончила Школу магистратов (ASM).
До 2009 года работала прокурором в прокуратуре судебных округов Фиери и Берат.
По результатам парламентских выборов 2009 года избрана депутатом Народного собрания Албании от Социалистической партии Албании в округе Берат. Переизбрана в 2013 и 2017 годах в округе Берат, в 2021 году переизбрана в округе Тирана. Была членом Комитета по правовым вопросам, государственному управлению и правам человека, Комитета национальной безопасности и Комитета по регламентам, мандатам и иммунитетам. С 2017 года является председателем парламентского комитета по национальной безопасности, председателем парламентской ассамблеи франкофонии и группы дружбы с Катаром.
14 августа 2014 года назначена государственным министром по связям с парламентом Албании во первом кабинете Рамы, сменила Илирджана Челибаши. Занимала должность до окончания полномочий правительства 13 сентября 2017 года.
В 2021 году избрана заместителем председателя Народного собрания Албании, входит в бюро Народного собрания Албании.
Свободно говорит на французском, итальянском и английском языках.

## Личная жизнь
Замужем за Бледаром Валикаем (Bledar Valikaj) и имеет дочь по имени Гера (Hera).